# Festival de Cine Europeo de Sevilla 2012
La 9.ª edición del Festival de Cine Europeo de Sevilla (Seville European Film Festival o SEFF) se celebró en la capital andaluza del 2 al 10 de noviembre de 2012.

## Jurados

### Jurado internacional
- Karel Och: director artístico del Festival Internacional de Cine de Karlovy Vary.
- Dagur Kári: director, productor y músico.
- Christelle Lheureux: directora, productora, guionista y profesora en la Escuela de Arte y Diseño de Ginebra.
- Juan Antonio Álvarez Reyes: director del Centro Andaluz de Arte Contemporáneo, crítico de arte y comisario de exposiciones.
- Laia Marull: actriz de cine y teatro.

### Jurado Eurodoc
- Andrés Duque: cineasta.
- Antonio Delgado Liz: director, productor y director del Festival Internacional de Documentales de Madrid.
- Patrick Bernabe: cofundador del Festival de Cine Español de Toulouse.

## Secciones

### Sección oficial
En ella participan las producciones europeas posteriores al 1 de enero de 2011 y que son inéditas en España a nivel comercial y preferentemente que no hayan concursado en otros festivales.
| Título original                      | Título en inglés           | Director                         | País                                      | Año  |
| ------------------------------------ | -------------------------- | -------------------------------- | ----------------------------------------- | ---- |
| À perdre la raison                   | Our Children               | Joachim Lafosse                  | Bélgica Luxemburgo Francia Suiza          | 2012 |
| Äta sova dö                          | Eat Sleep Die              | Gabriela Pichler                 | Suecia                                    | 2012 |
| Call Girl                            | Call Girl                  | Mikael Marcimain                 | Suecia Irlanda Noruega Finlandia          | 2012 |
| Der Glanz des Tages                  | The Shine of Day           | Tizza Covi y Rainer Frimmel      | Austria                                   | 2012 |
| En kongelig affære                   | A Royal Affair             | Nikolaj Arcel                    | Dinamarca Suecia República Checa Alemania | 2012 |
| Gébo et l'ombre                      | Gebo and the Shadow        | Manoel de Oliveira               | Portugal Francia                          | 2011 |
| Good Vibrations                      | Good Vibrations            | Lisa Barros D'Sa y Glenn Leyburn | Reino Unido Irlanda                       | 2011 |
| Ja tozhe hochu                       | Me Too                     | Aleksey Balabanov                | Rusia                                     | 2012 |
| Jagten                               | The Hunt                   | Thomas Vinterberg                | Dinamarca                                 | 2012 |
| L'enfant d'en haut                   | Sister                     | Ursula Meier                     | Francia Suiza                             | 2012 |
| O luna in Thailanda                  | A Month in Thailand        | Paul Negoescu                    | Rumania                                   | 2012 |
| Paradies: Glaube                     | Paradise: Faith            | Ulrich Seidl                     | Austria Francia                           | 2012 |
| Reality                              | Reality                    | Matteo Garrone                   | Italia Francia                            | 2012 |
| Recoletos arriba y abajo             | Recoletos arriba y abajo   | Pablo Llorca                     | España                                    | 2012 |
| To agori troei to fagito tou pouliou | Boy Eating the Bird's Food | Ektoras Lygizos                  | Grecia                                    | 2012 |
| Fin                                  | The End                    | Jorge Torregrossa                | España                                    | 2012 |
| Cherchez Hortense                    | Looking for Hortense       | Pascal Bonitzer                  | Francia                                   | 2012 |

### Sección EFA
Estas películas han sido preseleccionadas por la Academia de Cine Europeo (EFA por sus siglas en inglés, European Film Academy) para los Premios del Cine Europeo. En esta sección se compite por el voto del público.
| Título original    | Título en inglés | Director                         | País                                                    | Año  |
| ------------------ | ---------------- | -------------------------------- | ------------------------------------------------------- | ---- |
| Adikos kosmos      | Unfair World     | Filippos Tsitos                  | Grecia Alemania                                         | 2011 |
| Amour              | Amour            | Michael Haneke                   | Alemania Francia Austria                                | 2012 |
| Cesare deve morire | Caesar Must Die  | Paolo Taviani y Vittorio Taviani | Italia                                                  | 2012 |
| Csak a szél        | Just the Wind    | Blence Fliegauf                  | Hungría Alemania Francia                                | 2012 |
| Parada             | The Parade       | Srdjan Dragojevic                | Serbia Eslovenia Croacia Montenegro Macedonia del Norte | 2011 |
| Paradies: Liebe    | Paradise: Love   | Ulrich Seidl                     | Austria Alemania Francia                                | 2012 |
| Róża               | Rose             | Wojtek Smarzowsky                | Polonia                                                 | 2011 |
| Tabu               | Tabu             | Miguel Gomes                     | Alemania Brasil Francia                                 | 2012 |
| V tumane           | The Fog          | Sergei Loznitsa                  | Alemania Rusia Letonia Bélgica Países Bajos             | 2012 |
| Alpeis             | Alps             | Yorgos Lanthimos                 | Grecia                                                  | 2011 |
| Grupo 7            | Grupo 7          | Alberto Rodríguez                | España                                                  | 2011 |
| La voz dormida     | La voz dormida   | Benito Zambrano                  | España                                                  | 2011 |

### Las nuevas olas
Esta sección agrupa películas de directores noveles.
| Título original            | Título en inglés                | Director                                        | País                                        | Año  |
| -------------------------- | ------------------------------- | ----------------------------------------------- | ------------------------------------------- | ---- |
| 3                          | 3                               | Pablo Stoll Ward                                | Uruguay Argentina Alemania Chile            | 2012 |
| A última vez que vi Macau  | The Last Time I Saw Macao       | João Pedro Rodrigues y João Luis Guerra da Mata | Portugal Francia                            | 2012 |
| Arraianos                  | Arraianos                       | Eloy Enciso                                     | España                                      | 2012 |
| Až do mesta aš             | Made in Ash                     | Iveta Grófová                                   | El Salvador República Checa                 | 2012 |
| Hors les murs              | Beyond the Walls                | David Lambert                                   | Canadá Bélgica Francia                      | 2012 |
| Kapringen                  | A Hijacking                     | Tobias Lindholm                                 | Dinamarca                                   | 2012 |
| Küf                        | Mold                            | Ali Aydin                                       | Turquía Alemania                            | 2012 |
| Lebanese Rocket Society    | Lebanese Rocket Society         | Khalil Joreige y Joana Hadjithomas              | Líbano Francia Catar Emiratos Árabes Unidos | 2012 |
| Leones                     | Leones                          | Jazmín López                                    | Argentina Francia Países Bajos              | 2012 |
| Les mouvements du bassin   | Hip Moves                       | Hervé P. Gustave                                | Francia                                     | 2012 |
| Mapa                       | Map                             | León Siminiani                                  | España                                      | 2012 |
| Museum Hours               | Museum Hours                    | Jem Cohen                                       | Austria Estados Unidos                      | 2012 |
| Olet.lo                    | Otelo                           | Hammudi Al-Rahmoun Font                         | España                                      | 2012 |
| Prílis nladá noc           | A Night too Young               | Olmo Omerzu                                     | República Checa El Salvador                 | 2012 |
| What Is Love               | What Is Love                    | Ruth Mader                                      | Austria                                     | 2012 |
| Z daleka widok jest piękny | It Looks Preaty from a Distance | Anka Sasnal y Wilhelm Sasnal                    | Polonia Estados Unidos                      | 2011 |

### Sección No Ficción. Eurodoc
Entran en concurso aquellos documentales de los años 2011 y 2012 que sean inéditos en España.
| Título original             | Título en inglés          | Director                                | País                               | Año  |
| --------------------------- | ------------------------- | --------------------------------------- | ---------------------------------- | ---- |
| Il gemello                  | The Triplet               | Vincenzo Marra                          | Italia                             | 2012 |
| Jesus por um dia            | Jesus for a Day           | Verónica Castro y Helena Inverno        | Portugal                           | 2012 |
| Leviathan                   | Leviathan                 | Verena Paravel y Lucien Castaing-Taylor | Reino Unido Francia Estados Unidos | 2012 |
| Marcos, el lobo solitario   | Marcos, el lobo solitario | Gerardo Olivares                        | España                             | 2012 |
| Poslednata lineika na Sofia | Sofia's Last Ambulance    | Ilian Metev                             | Bulgaria Alemania Croacia          | 2012 |
| Soukromý vesmír             | Private Universe          | Helena Třeštíková                       | República Checa                    | 2012 |
| This Ain't California       | This Ain't California     | Marten Persiel                          | Alemania                           | 2012 |
| Volar                       | Volar                     | Carla Subirana                          | España                             | 2012 |
| Zavtra                      | Tomorrow                  | Andrey Gryazev                          | Rusia                              | 2012 |

### Sección Eurimages
Las producciones que compiten han sido financiadas en parte por los fondos Eurimages de la Unión Europea y son posteriores al 1 de enero de 2011. Además, no pueden haber sido estrenadas comercialmente en España.
| Título original                 | Título en inglés        | Director                                         | País                                                    | Año  |
| ------------------------------- | ----------------------- | ------------------------------------------------ | ------------------------------------------------------- | ---- |
| Jagten                          | The Hunt                | Thomas Vinterberg                                | Dinamarca                                               | 2012 |
| En kongelig affære              | A Royal Affair          | Nikolaj Arcel                                    | Dinamarca Suecia República Checa Alemania               | 2012 |
| Paradies: Liebe                 | Paradise: Love          | Ulrich Seidl                                     | Austria Alemania Francia                                | 2012 |
| Paradies: Glaube                | Paradise: Faith         | Ulrich Seidl                                     | Austria Francia                                         | 2012 |
| L'enfant d'en haut              | Sister                  | Ursula Meier                                     | Francia Suiza                                           | 2012 |
| À perdre la raison              | Our Children            | Joachim Lafosse                                  | Bélgica Luxemburgo Francia Suiza                        | 2012 |
| Moon Man                        | Moon Man                | Stephan Schesch                                  | Alemania Francia Reino Unido                            | 2012 |
| Ernest et Célestine             | Ernest and Celestine    | Benjamin Renner, Vincent Patar y Stéphane Aubier | Francia Bélgica Luxemburgo                              | 2012 |
| Parada                          | The Parade              | Srdjan Dragojevic                                | Serbia Eslovenia Croacia Montenegro Macedonia del Norte | 2011 |
| V tumane                        | The Fog                 | Sergei Loznitsa                                  | Alemania Rusia Letonia Bélgica Países Bajos             | 2012 |
| Csak a szél                     | Just the Wind           | Blence Fliegauf                                  | Hungría Alemania Francia                                | 2012 |
| Toatǎ lumea din familia noastrǎ | Everybody in our Family | Radu Jude                                        | Rumania Países Bajos                                    | 2012 |
| Chaika                          | Chaika                  | Miguel Ángel Jiménez                             | España Georgia Rusia Kazajistán                         | 2012 |
| Le magasin des suicides         | The Suicide Shop        | Patrice Leconte                                  | Francia                                                 | 2012 |

### Sección Special Screenings
| Título original                 | Título en inglés        | Director                            | País                            | Año  |
| ------------------------------- | ----------------------- | ----------------------------------- | ------------------------------- | ---- |
| Chaika                          | Chaika                  | Miguel Ángel Jiménez                | España Georgia Rusia Kazajistán | 2012 |
| Great Expectations              | Great Expectations      | Mike Newell                         | Reino Unido Estados Unidos      | 2012 |
| Gypsy Davy                      | Gypsy Davy              | Rachel Leah Jones                   | Israel España Estados Unidos    | 2011 |
| Holy Motors                     | Holy Motors             | Leos Carax                          | Francia                         | 2012 |
| Invasor                         | Invader                 | Daniel Calparsoro                   | España Georgia Rusia Kazajistán | 2012 |
| Le magasin des suicides         | The Suicide Shop        | Patrice Leconte                     | Francia                         | 2012 |
| Toatǎ lumea din familia noastrǎ | Everybody in our Family | Radu Jude                           | Rumania Países Bajos            | 2012 |
| Zombibi                         | Kill Zombie!            | Martijn Smits y Erwin van den Eshof | Países Bajos                    | 2012 |

### Europa Junior
Actividad paralela al SEFF que pretende atraer al público infantil al cine europeo. No solamente se valora el entretenimiento, sino también se refuerza el valor potencial del cine como instrumento de aprendizaje y conocimiento.
| Título original        | Título en inglés                | Director                                         | País                         | Año  |
| ---------------------- | ------------------------------- | ------------------------------------------------ | ---------------------------- | ---- |
| El corazón del roble   | Oak's Heart                     | Ricardo Ramón y Ángel Izquierdo                  | España                       | 2012 |
| Ernest et Célestine    | Ernest and Celestine            | Benjamin Renner, Vincent Patar y Stéphane Aubier | Francia Bélgica Luxemburgo   | 2012 |
| Gummi T                | Jelly T                         | Michael Hegner                                   | Dinamarca                    | 2012 |
| La brindille           | Twiggy                          | Emmanuelle Millet                                | Francia                      | 2011 |
| Les vacances de Ducobu | Les vacances de Ducobu          | Philippe de Chauveron                            | Francia                      | 2012 |
| Little Glory           | Little Glory                    | Vincent Lannoo                                   | Bélgica                      | 2012 |
| Marco Macaco           | Marco Macaco. Let's Go Bananas! | Jan Rahbek                                       | Dinamarca                    | 2012 |
| Moon Man               | Moon Man                        | Stephan Schesch                                  | Alemania Francia Reino Unido | 2012 |
| Operation Libertad     | Operation Libertad              | Nicolas Wadimoff                                 | Suiza Francia                | 2012 |
| Voie rapide            | Free Way                        | Christophe Sahr                                  | Francia                      | 2011 |
| Zarafa                 | Zarafa                          | Rémy Bezançon y Jean-Christophe Lie              | Francia Bélgica              | 2012 |
| La última isla         | The Last Island                 | Dácil Pérez de Guzmán                            | España                       | 2011 |
| My Brother the Devil   | My Brother the Devil            | Sally El Hosaini                                 | Reino Unido                  | 2012 |

## Premios

### Giraldillo de oro a la mejor película de la Sección Oficial
Äta sova dö. Eat Sleep Die de Gabriela Pichler  Suecia (2012)

### Giraldillo de plata
To agori troei to fagito tou pouliou. Boy Eating the Bird's Food de Ektoras Lygizos  Grecia (2012)

### Premio especial del jurado
Reality de Matteo Garrone  Italia  Francia (2012)

### Premio al mejor guion
Ulrich Seidl y Veronika Franz por Paradise: Faith  Austria  Francia (2012)

### Premio al mejor actor
Yannis Papadopoulos por Boy Eating the Bird's Food

### Premio a la mejor actriz
Nermina Lukac por Eat Sleep Die

### Premio a la mejor fotografía
Agnès Godard por Sister

### Giraldillo de oro a la mejor película de la Sección No Ficción. Eurodoc
Concedido ex aequo para Leviathan de Verena Paravel y Lucien Castaing-Taylor  Reino Unido  Francia  Estados Unidos (2012) y Mapa de León Siminiani  España (2012)

### Premio Nuevas Olas
Arraianos de Eloy Enciso  España (2012)

### Premio Eurimages
Concedido ex aequo para Sister de Ursula Meier  Francia  Suiza (2012) y Paradise: Faith de Ulrich Seidl  Austria  Francia (2012)

### Gran premio del público en la Sección EFA
Amour de Michael Haneke  Alemania  Francia  Austria (2012)

### Giraldillo Junior
El corazón del roble de Ricardo Ramón y Ángel Izquierdo  España (2012)

### Premio ASECAN (Asociación de escritores cinematográficos de Andalucía)
The Hunt de Thomas Vinterberg  Dinamarca (2012)